# 톰 시즈모어
톰 사이즈모어(Tom Sizemore, 영어 발음: /ˈsaɪzmɔːr/ 1961년 11월 29일 ~ 2023년 3월 3일)는 미국의 배우이다.
《라이언 일병 구하기》와 《블랙 호크 다운》과 같은 전쟁영화에 비중 있는 조연으로 다수 출연하였다.

## 출연 작품

### 영화
- 《블랙 호크 다운》 (Black Hawk Down, 2001년) : McKnight 역
- 《히트》 (Heat, 1995년) : Michael Cheritto 역
- 《라이언 일병 구하기》:호바스 상사 역
- 《씨커》:네들즈 역
- 《드림캐쳐》:오웬 역
- 《진주만》:얼 시스턴 역
- 《레드 플래닛》:버체널 역
- 《킬러》:고아원 원장 역
- 《살인게임》:엘 비에호 역
- 《엑시트 스트래터지》
- 《더 브롱스 불》:토니 역
- 《킥백》
- 《클랜데스틴》
- 《인트루더스2015》
- 《6 웨이 투 다이》
- 《24 아워스》
- 《웨포나이즈드》:카일 노리스 역
- 《크로씽 포인트》
- 《블루 라인》:브로자 형사 역
- 《USS 인디애나 폴리스: 맨 오브 커리지》
- 《미실루》
- 《칼리코 스카이》
- 《트레이드》
- 《엑시트 14》
- 《비욘드 발키리: 던 오브 더 포스 나치》
- 《베터 크리미널》
- 《찰리 찰리》
- 《칼라》
- 《딥 베리얼》
- 《마크 펠트: 더 맨 후 브로우트 다운 화이트 하우스》
- 《크로스 워즈》
- 《블러드 서커스》
- 《더 세컨드 커밍 오브 크라이스트》
- 《허슬 다운》
- 《골든타임》 : 테리 역
- 《히트맨: 에이전트 19》
- 《아무튼, 아담》 : 루키 역
- 《나르코 서브》 : 크레이그 역

### 드라마
- 《레드 로드》 시즌 2 (Sundance TV)